# سیکستو سوریا
سیکستو سوریا (اسپانیایی: Sixto Soria‎؛ زادهٔ ۲۷ آوریل ۱۹۵۴) بوکسور اهل کوبا بود.